# 神乌赋
神乌赋是一篇漢賦，于1993年出土于中華人民共和國江苏省连云港市尹湾汉墓6号墓。原竹簡上标题为神乌傅。神乌赋全文664字，寫在21枚竹簡上，是一篇故事赋。竹简下葬时间在王莽时期或稍前。该赋標題是隸書，正文用西汉末年流行的隶草体（章草）书写。神乌赋大约創作於西汉后期。該赋的研究成果在《文物》1996年第8期发表。